# A Girl and Her Money
A Girl and Her Money è un cortometraggio muto del 1913 diretto da Harry Solter.

## Produzione
Il film fu prodotto dalla Victor Film Company.

## Distribuzione
Distribuito dall'Universal Film Manufacturing Company, il film - un cortometraggio in due bobine - uscì nelle sale cinematografiche statunitensi il 19 dicembre 1913.